# Palinurellus wieneckii
Palinurellus wieneckii är en kräftdjursart som först beskrevs av De Man 1881.  Palinurellus wieneckii ingår i släktet Palinurellus och familjen Synaxidae. IUCN kategoriserar arten globalt som livskraftig. Inga underarter finns listade i Catalogue of Life.